# Planeta prohibido
Forbidden Planet (Planeta prohibido en España; El Planeta Desconocido en Hispanoamérica), es una película de ciencia ficción estadounidense de 1956 dirigida por Fred M. Wilcox y protagonizada por Walter Pidgeon, Anne Francis y Leslie Nielsen. Constituye la primera aparición de Robby el robot.
La trama es una recreación de La tempestad, obra teatral escrita por William Shakespeare en 1611, ambientada en la era espacial, tal como los propios autores reconocieron luego del estreno de la película.

## Argumento
A principios del siglo XXIII, el Crucero de los Planetas Unidos C-57-D es enviado al planeta Altair IV en el sistema estelar Altair, a dieciséis años luz de la Tierra, para saber qué le pasó a una expedición enviada 20 años antes. Al final del extenso viaje, el comandante John J. Adams contacta al Dr. Edward Morbius, el filólogo, quien le advierte que se mantenga alejado, pero se niega a dar una razón.
Al aterrizar, la tripulación conoce a Robby el robot, que conduce a Adams, su primer oficial, al teniente Jerry Farman y al teniente «Doc» Ostrow  a la casa de Morbius. Morbius explica que, un año después de la llegada de la expedición, alguna fuerza desconocida hizo desaparecer a casi todos los de la expedición y vaporizó su nave cuando los últimos supervivientes trataron de escapar. Sólo él, su esposa (que más tarde murió por causas naturales) y su hija bebé sobrevivieron. Morbius teme que la tripulación del C-57-D pueda correr la misma suerte.
Los oficiales son deslumbrados por la casa y su gama de tecnología, más avanzada de lo que conoce la humanidad, incluyendo a Robby, al que Morbius afirma haber «concebido... durante mi primer mes aquí». Adams se mantiene escéptico, y le recuerda a Morbius que su campo es la filología, no las ciencias físicas.

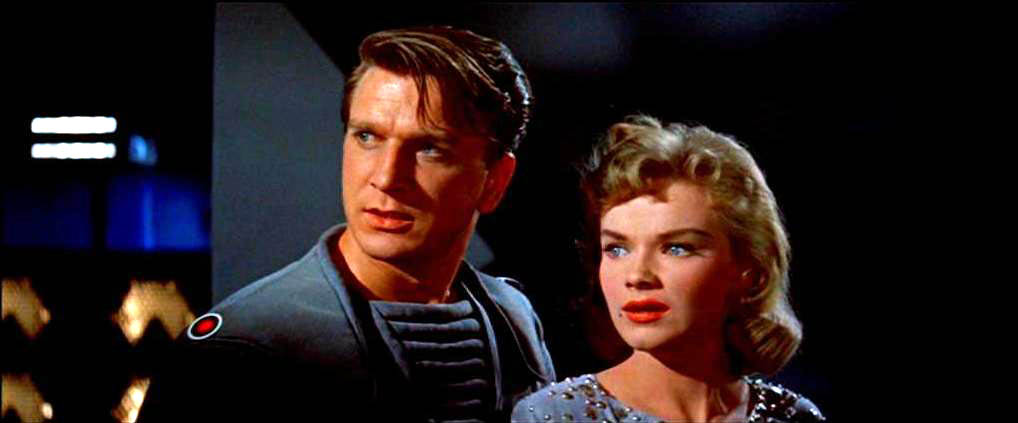
John Adams (Leslie Nielsen) y Altaira (Anne Francis) en una escena de la película.

La hija de Morbius, Altaira, de diecinueve años de edad, aparece. Al igual que la Miranda de Shakespeare, ha crecido sin tener conocimiento de hombre alguno, excepto su padre, y es muy curiosa, por lo tanto, en cuanto se refiere a las relaciones humanas. Varios oficiales están más que dispuestos a ayudar con su educación, especialmente el teniente Farman, pero Adams los mantiene a raya.
Morbius le dice a Adams que ha reconstruido la historia y la ciencia de los Krell, los nativos extintos, que tenían ya una tecnología y una sociedad millones de años antes de la humanidad, pero todos habían muerto 200 000 años antes en una sola noche de inexplicable destrucción. Él muestra a sus invitados lo que llama un «educador plástico». Cuando lo usó por primera vez, dijo, estuvo en coma durante casi dos días, pero también duplicó su intelecto, lo que le permitió construir a Robby y el resto de los dispositivos maravillosos. Morbius también los lleva a un paseo por una instalación subterránea de los Krell, con forma de cubo, con la potencia de 9200 reactores termonucleares soterrados 50 millas por debajo de la superficie, que han estado funcionando y autorreparándose desde la extinción de los Krell. Preguntado sobre su finalidad, Morbius evita responder. Menciona, sin embargo, que se reconfiguraron unos 16 años antes.
Una noche, una pieza valiosa del equipo en la nave sufre daños, pero los centinelas no ven ningún intruso. En respuesta, crean un campo de fuerza para proteger la nave. Sin embargo, resulta inútil cuando una cosa invisible atraviesa la valla y mata al ingeniero jefe Quinn, dejándolo despedazado.
En un primer momento las sospechas recaen sobre Robby, pero es descartado cuando el cocinero de la nave le ofrece una coartada. Después se hace un yeso de una de las enormes huellas encontradas en el suelo. El Dr. Ostrow manifiesta su perplejidad por lo que puede deducir de ella, habida cuenta de que la criatura parece violar todas las leyes de la evolución.
El intruso vuelve la noche siguiente y solo se hace visible cuando atraviesa la valla y es blanco de las armas de la tripulación. Mata a varios hombres, incluido Farman. En su casa, Morbius estaba teniendo una pesadilla y despertó por el grito de Altaira. En ese momento, el atacante invisible desaparece.
Mientras Adams enfrenta a Morbius, Ostrow utiliza el educador en secreto. Antes de morir por sus efectos, declara que la gran máquina fue diseñada para materializar cualquier pensamiento del Krell que la utilizara. Luego agrega «¡Sin embargo, los Krell olvidaron una cosa! ¡Los monstruos, John! Monstruos del Id». Esto puede significar que, aunque los Krell se consideraban civilizados, empezaron a cometer los actos más oscuros, lo que resultó en su destrucción.
Cuando Morbius objeta que no existe ningún Krell para generar la criatura, Adams afirma que el responsable es el subconsciente de Morbius y que este causó la muerte del grupo del Bellerophon cuando votó a favor de regresar a la Tierra, siendo que «el más profundo deseo de Morbius era estudiar a los Krell y sus máquinas» y esto les impidió abandonar su mundo. Morbius rechaza la idea de que su subconsciente esté produciendo el monstruo.
Cuando Altaira declara su amor por Adams en contra de su padre, el monstruo viene por ellos. Robby recibe la orden de matar al monstruo pero, dado que su programación le prohíbe tomar la vida humana, sus circuitos se colapsan al intentar matar al monstruo, porque comprende que este es en realidad un alter ego o la ampliación del Dr. Morbius. El monstruo invisible irrumpe en la casa y se abre paso a través de la puerta casi indestructible de la bóveda de los Krell donde Adams, Altaira y Morbius se habían refugiado. Morbius, finalmente, acepta la terrible verdad y trata de renunciar a su creación. Cuando es mortalmente herido, el monstruo desaparece. Morbius, moribundo, pide a Adams que accione una palanca para destruir las máquinas de los Krell, lo que también dará lugar a la destrucción total de Altair IV. 
Adams, Altaira, Robby y la tripulación superviviente escapan del planeta a gran velocidad en su nave espacial y son testigos de la destrucción del planeta, desde una distancia segura en el espacio. Adams le dice a Altaira que cuando el hombre avance hasta el punto de alcanzar a los Krell, el trabajo del Dr. Morbius será reconocido.

## Reparto
- Walter Pidgeon - Dr. Edward Morbius.
- Anne Francis - Altaira Morbius.
- Leslie Nielsen - Capitán John J. Adams.
- Warren Stevens - Tte. 'Doc' Ostrow.
- Jack Kelly - Tte. Jerry Farman.
- Richard Anderson - Jefe ingeniero Quinn.
- Earl Holliman - Cocinero (James Dirocco).
- George D. Wallace - Contramaestre.
- Frankie Darro - Robby el robot.

## Producción
El texto original, escrito por Irving Block y Allen Adler en 1952 y titulado The Fatal Planet, fue adaptado cuatro años después por Cyril Hume y retitulado Forbidden Planet y fue luego filmada en los mismos estudios dónde se rodaron 17 años antes El mago de Oz (1939). La producción cinematográfica se filmó en Cinemascope. También fue la primera película de ciencia ficción con un presupuesto millonario. Por ello la película tiene un buen número de efectos especiales. Para la única secuencia en que se ven los monstruos del Id se emplearon técnicas de animación gentileza de la casa Disney, que también se utilizaron para los disparos de las armas de los protagonistas o para otras escenas.
Originalmente el presupuesto inicial de la película fue de un millón de dólares, pero cuando comenzó la producción, sólo la construcción de los lujosos decorados ya costó esa cifra. El casting se hizo de forma relativamente rápida. También fue el debut cinematográfico de Leslie Nielsen.

### Banda sonora
Planeta Prohibido también fue la primera película mainstream que contó con una banda sonora compuesta enteramente con instrumentos electrónicos. Los mismos, compuestos por el matrimonio Bebe y Louis Barron, causan un desasosiego muy interesante, por cuanto parece ocultar en forma de “banda sonora” un peligro invisible, una amenaza latente pero que no se hará visible hasta el final. Para evitar conflictos con la Federación Americana de Músicos a causa del hecho que no tenía arreglo orquestal, sus vanguardistas composiciones fueron denominadas por ello “tonalidades electrónicas” en lugar de “música”.

## Recepción
La película se estrenó en los Estados Unidos el 15 de marzo de 1956 y en España se estrenó 11 años después de filmada, el 13 de marzo de 1967. La razón por la que se hizo fue porque Anne Francis es la primera actriz que aparece en minifalda en la historia del cine. Por ello se prohibió la película no solo en España, sino también en varios países y también porque Anne aparecía descalza en todas las escenas.  Aun así el film fue un éxito comercial.
Para el ABC la película fue uno de los clásicos indiscutibles de la ciencia ficción de los años 50. También Alohacriticón opina que la película fue todo un clásico de la ciencia ficción de la década de los 50, mientras que para Espinof la película es un film serio e inteligente al que su influencia no ha sido del todo aún bien considerada. Finalmente Fotogramas opina que la película es una imaginativa recreación de "La tempestad", de William Shakespeare, en clave de ciencia ficción.
Finalmente, ya que esta obra cinematográfica revolucionó la ciencia ficción en el cine, esta película ingresó en 2013 en la Biblioteca del Congreso de los Estados Unidos para su preservación para posteridad en el Registro Nacional de Cine, porque fue considerada como "cultural, histórica o estéticamente significativa".

## Legado
La película tuvo una enorme influencia en el cine de la ciencia ficción.Gene Roddenberry ha reconocido públicamente que Planeta prohibido fue su principal inspiración a la hora de crear la saga de Star Trek. También fue para Stanley Kubrick una inspiración cuando dirigió 2001: una odisea en el espacio (1968), considerado uno de los títulos cumbre de la ciencia ficción. También fue una de las principales referencias de la serie Perdidos en el espacio.
Poco después de su estreno, apareció la versión novelizada de Forbidden Planet, escrita por Philip MacDonald utilizando el seudónimo W. J. Stuart. Aunque inspirada en el guion del film, la novela se ganó con el tiempo su propio espacio entre las obras de culto del género por su particular forma de abordar el tema (a partir de los relatos personales de sus protagonistas) y una serie de detalles y alusiones mitológicas que no aparecen en el filme. La hoy desaparecida editorial Tor de Buenos Aires publicó la novela en español en 1957; como detalle curioso, en la portada se titulaba «El planeta desconocido», mientras que en la primera página aparecía su título original, «El planeta prohibido».
Robby, el robot, ha contribuido en buena medida al éxito del film. Tanto es así que su presencia se extendió a otras películas y series. Además de protagonizar un año después la producción de ciencia ficción The Invisible Boy, Robby apareció en las series The Twilight Zone, Perdidos en el espacio (Lost in Space), Vacaciones en el mar e incluso en Colombo, y posteriormente en películas como Amazonas en la Luna (Amazon Women in the Moon, 1987, en un fragmento dirigido por Joe Dante) y Las chicas de la Tierra son fáciles (Earth Girls Are Easy, Julien Temple, 1988).

## Premios
- Premios Oscar (1957): Una Nominación: Mejores efectos especiales
- Premios Rondo (2006): Una Nominación: Mejor DVD clásico
- Premios Saturn (2007): Una Nominación: Mejor estreno en DVD de película clásica
- National Film Registry (2013): Ganado